# NGC 3908
NGC 3908 est une vaste et lointaine galaxie elliptique située dans la constellation du Lion. NGC 3908 a été découverte par l'astronome américain Lewis Swift en 1885.

## Caractéristiques

### Distance
Sa vitesse par rapport au fond diffus cosmologique est de 25 527 ± 25 km/s, ce qui correspond à une distance de Hubble de 377 ± 26 Mpc (∼1,23 milliard d'al).
À ce jour, une mesure non basée sur le décalage vers le rouge (redshift) donne une distance d'environ 370,000 Mpc (∼1,21 milliard d'al). Cette valeur est à l'intérieur des valeurs de la distance de Hubble. 

### Identification
Présentant une magnitude de 15,0, le professeur Seligman souligne que cette galaxie est trop peu brillante pour que Swift l'ait observée. Son identification à PGC 36967 n'est donc pas certaine. Il pourrait s'agir d'un objet perdu ou non existant. Cette galaxie est l'une des plus lointaines du New General Catalogue.